# Michael Anti (tireur sportif)
Pour les articles homonymes, voir Michael Anti et Anti.
Michael E. Anti, né le 2 août 1964 à Orange, est un tireur sportif américain.

## Biographie
Aux Jeux olympiques d'été de 2004 à Athènes, Michael Anti remporte la médaille d'argent en carabine à 50 mètres et 3 positions. Le tireur américain qui fait partie de l'US Army dispute aussi les Jeux de 1992, 2000 et 2008.